# Boys Don’t Cry (группа)
«Boys Don’t Cry» — британская поп-рок-группа, наиболее известная благодаря песне «I Wanna Be a Cowboy», выпущенной в 1986 году. Несмотря на ряд других выпущенных группой работ, «Boys Don’t Cry» являются типичными «артистами одного хита».

## История
Группа была создана в 1983 году вокалистом и клавишником Ником Ричардсом (англ. Nick Richards). В состав группы также вошли Брайан Четтон (англ. Brian Chatton), Джефф Сьопарди (англ. Jeff Seopardi), Нико Рэмсден (англ. Nico Ramsden) и Марк Смит (англ. Mark Smith). Четтон ранее принимал участие в рок-коллективах «Flaming Youth» и «Jackson Heights». Первым релизом стал мини-альбом «Don’t Talk to Strangers».
Успех к группе пришёл с выходом песни «I Wanna Be a Cowboy» в 1986 году. Запоминающаяся композиция с забавным текстом привлекла внимание слушателей, и сингл в течение многих недель находился на первых строчках ведущих хит-парадов. Остальные синглы группы не попадали в радиоротации.
Группа распалась в 1988 году, однако в 2009 году было заявлено о её повторном воссоединении. В том же году был выпущен компиляционный альбом «White Punks on Rap», содержащий неизданные композиции прошлых лет.

## Дискография

### Альбомы
- «Boys Don’t Cry» (1985)
- «Who the Am Dam Do You Think We Am» (1987)
- «Hear It Is!» (2014)

### EP
- «Don’t Talk to Strangers» (1983)

### Компиляции
- «12" Mega Mix Album» (1986)
- «White Punks on Rap: A History of Boys Don’t Cry 1983—1999» (2009)
- «All the Very Best» (2020)

### Синглы
- «Heart’s Bin Broken» (1983)
- «Turn Over (I Like It Better That Way)» (1984)
- «Don’t Talk to Strangers» (1984)
- «Lipstick» (1985)
- «I Wanna Be a Cowboy» (1986) —  US #12[3], US Dance #44[3],  GER #41[4],  BEL ( Vl) #24[5],  NZ #1[6],  SA #11[7]
- «Cities on Fire» (1986)
- «Who the Am Dam Do You Think You Am?» (1987)
- «We Got the Magic» (1988)
- «I Wanna Be a Cowboy 86-96» (1996)
- «Harem Shuffle» (2020)

## Факты
- Песня «I Wanna Be a Cowboy» вошла в саундтрек игры «Grand Theft Auto: Vice City» (играет во время заключительных титров и на внутриигровой радиостанции «Flash FM»)[9].
- В 1998 году представители группы предъявили судебное обвинение американскому рок-исполнителю Кид Року в связи с нарушением авторских прав. Поводом послужило то, что песня Кид Рока «Cowboy», как утверждалось, содержала фрагменты «I Wanna Be a Cowboy»[10].